# Edmund Hockridge
Edmund Hockridge   (Vancouver, 9 d'agost de 1919 - Cambridgeshire, 15 de març de 2009) va ser un baríton i actor canadenc que va exercir una activa carrera d'actuació en musicals, òperes, concerts, obres de teatre i ràdio. Segons el seu obituari a The Guardian, la seva vida podria haver proporcionat la història d'un dels musicals en què va protagonitzar.

## Biografia
Edmund Hockridge va créixer en una granja a la zona de Vancouver, a la Columbia Britànica. La seva mare era pianista i el seu pare i tres germans –tots majors que ell– els encantava cantar. Quan Edmund tenia 17 anys, un club de música de Vancouver va organitzar una audició amb John Charles Thomas, protagonista de l'òpera metropolitana de Nova York, que el va animar a mirar la música com a carrera. El fet de marxar a l'estranger durant la Segona Guerra Mundial amb la "Royal Air Force Force" va provocar que Hockridge fos "prestat" a la BBC, en una unitat que subministrava notícies i entreteniment a les tropes d'Europa, treballant amb la Orquestra Glenn Miller i la banda canadenca de la Força Expedicionària aliada dirigida per Robert Farnon.
Hockridge va aprendre gran part del seu ofici com a animador a la ràdio (Mike), cantant i produint 400 programes per a la "BBC Forces Network" i, quan la guerra va acabar, va ser capturat per aparicions amb els grans noms de la música popular britànica, Gerald Bright (més conegut com a Geraldo) i George Melachrino entre ells. Durant el servei a Gran Bretanya, va conèixer a una "Wren" (branca de la de les dones de la Marina Reial del Regne Unit), Eileen Elliott, que treballava a la oficina de Lord Louis Mountbatten. Es van casar i van tenir un fill, però Hockridge va creure que havien caigut en un matrimoni més que en l'amor i, quan va tornar al Canadà, era clar que la relació estava condemnada.
Després de la guerra, va tenir el seu propi programa de ràdio de costa a costa de Toronto amb la "Canadian Broadcasting Corporation", en les produccions de Gilbert i Sullivan, on va interpretar les tretze cançons de cançó original. També va desenvolupar una carrera d'òpera, assumint papers destacats a Don Giovanni, La Bohème i Peter Grimes. El seu gran descans, el 1950, va tenir l'oportunitat de interpretar Billy Bigelow de Rodgers i Hammerstein a Carousel al Teatre Reial de Londres, al Drury Lane. Això va suposar el començament de 40 anys en el showbusiness al Regne Unit. Carousel també va canviar la vida personal de Hockridge. Al repartiment hi havia una ballarina de 19 anys, Jackie Jefferson. [1] La parella va optar per mantenir la seva relació d'amagat, acabant per casar-se després que la seva primera esposa acceptés el divorci.
Es van mudar a Peterborough (on vivien al costat d'Ernie Wise) i van formar una família. El 1951 va tornar a la ràdio britànica, tot seguint les seves actuacions escèniques. Després de tres anys i gairebé 1300 actuacions, es va incorporar al repartiment nord-americà de Guys and Dolls quan van portar l'espectacle a Londres, en el paper de Sky Masterson.
Hockridge va passar a fer dos papers més musicals propis: el jutge Forestier, a Can-Can, i Sid Sorokin a la producció londinenca original de The Pajama Game, un èxit instantani amb el públic britànic. El seu senzill èxit, "Hey There", del que es va convertir ràpidament en un xou, va assegurar que el seu nom es fes més conegut. Set anys de musicals van ser seguits per aparicions públiques, concerts, pantomimes, "Royal Command Performances" (es una actuació d'actors o músics que tingui lloc a la direcció o petició d'un monarca regnant), temporades al London Palladium, programes d'estiu, dates de televisió al Regne Unit, Canadà i Europa i algunes ocasions especials: la factura del viatge de soltera del "Queen Elizabeth 2" a Nova York i representar Canadà al cor a la coronació de la reina Isabel II entre ells. Les reserves de Cabaret van portar a Hockridge al Hotel Stanley de Nairobi i al Hotel Mandarin a Hong Kong i va enregistrar senzills, EP i onze àlbums.
A l'octubre de 1968, Hockridge va aparèixer en televisió de la BBC's Morecambe & Wise Mostra. Casualment, va viure amb la segona esposa Jackie Jefferson a Peterborough, a la casa del costat d'Ernie Wise. El 1986, amb 67 anys, es va associar a la cantant de rock Suzi Quatro en una producció londinenc de Annie Get Your Gun (el seu setè musical) i també va aparèixer amb Isla St Clair en una producció provincial de The Sound of Music (1984).
Va continuar actuant regularment a l'escenari, finalment amb la seva família, fins a la seva jubilació.

## Enregistraments
El seu primer enregistrament, "Serenade" (1950), a UK Decca Records, va ser seguit per tres llançaments a HMV, cap dels quals es va vendre gaire bé. Aleshores, el 1953 va canviar a Parlophone, enregistrant cançons de Guys and Dolls, Carousel i Can-Can. El 1955 va tornar a HMV, tot fent cançons dels mateixos musicals que el veien com a actor: en aquest cas, "Hey There" de The Pajama Game. Finalment, el 1956 va canviar a Pye Nixa, el segell discogràfic que li va portar els seus primers èxits.
El seu segon enregistrament de Nixa va ser una portada de Tennessee, Ernie Ford, "Sixteen Tons", amb una portada de Dean Martin, "Young and Foolish", a la caratula. Si bé la versió de Ford de "Sixteen Tons" va superar a Hockridge's, la seva versió de "Young and Foolish" va ser un èxit del 10 dels salons del Regne Unit. Va seguir aquest disc amb un revival de "No Other Love", que va ser un altre èxit en el gràfic del Regne Unit. Va tenir una entrada final al gràfic amb "By the Fountains of Rome" el setembre de 1957.
Després d'això, va continuar enregistrant per a Pye Nixa, tot i que no es va tornar a presentar al Regne Unit.

## Mort
Hockridge va morir el 15 de març de 2009, a l'edat de 89 anys, a Peterborough, Cambridgeshire. Jackie, els seus fills Murray i Stephen, sobreviuen, Clifford i Ian, els fills del seu primer matrimoni.

## Filmografia
- King's Rhapsody (1955)